# Francisco de Borges Sá
Francisco De Borges Sá (Santo Tomé, Corrientes, Argentina; 11 de octubre de 1910 - 4 de febrero de 1974) fue un comerciante, político y referente del justicialismo en la ciudad correntina de Goya. Ejerció como intendente de la ciudad de Goya en 1965 y como vicegobernador de la provincia de Corrientes en 1973.

## Biografía
Nació en Santo Tomé el 11 de octubre de 1910, en 1932 participó en la toma armada del correo de esa ciudad, más tarde se refugia en Paraguay para luego instalarse en Las Lomitas, Formosa. 
Contrajo matrimonio con Aurelia Petrona Hayes en Esquina. Se instala con un almacén de ramos generales en Goya. Es nombrado Comisario y luego Concejal.
Tuvo a su cargo la Intendencia de Goya en 1965.
El 11 de marzo de 1973 asume como vicegobernador de la Provincia de Corrientes con la fórmula justicialista Julio Romero - Francisco Sá.
El 4 de febrero de 1974 fallece en Concepción. 
Es recordado por su honestidad y humildad.